# Comté de DeKalb (Géorgie)
Pour les articles homonymes, voir Comté de DeKalb.
Le comté de DeKalb (prononcé « dee-KAB ») est l'un des comtés de l'État de Géorgie. Le chef-lieu du comté se situe à Decatur. En 2024, la population du comté était de 770 307 habitants, selon le Bureau de recensement des États-Unis. 

## Géographie
Le comté de DeKalb est un comté situé dans l'État américain de Géorgie. Il contient environ 10 % de la ville d'Atlanta, les autres 90 % se trouvent dans le comté de Fulton, qui borde le comté de DeKalb à l'ouest.

### Comtés adjacents
- Comté de Gwinnett (nord)
- Comté de Rockdale (est)
- Comté de Henry (sud)
- Comté de Clayton (sud-ouest)
- Comté de Fulton (ouest)

### Municipalités
- Atlanta (à cheval sur le comté de Fulton)
- Avondale Estates
- Brookhaven
- Chamblee
- Clarkston
- Decatur
- Doraville
- Dunwoody
- Lithonia
- Pine Lake
- Stonecrest
- Stone Mountain
- Tucker

## Démographie
Le comté de DeKalb est inclus dans le noyau de cinq comtés de la région métropolitaine d'Atlanta. Il est le troisième comté le plus peuplé dans la région métropolitaine d'Atlanta et de l'État, juste derrière le comté de Gwinnett. Avant le recensement de 2010, le comté de DeKalb était depuis de nombreuses années classé deuxième, derrière derrière le comté de Fulton.
Le comté de DelKab est le comté le plus diversifié en Géorgie. DeKalb est avant tout un comté de banlieue. Il est le deuxième comté avec une majorité afro-américaine le plus aisé des États-Unis, après le comté de Prince George (Maryland), dans la banlieue de Washington. Toutefois, contrairement au comté de Prince George, les communautés du comté de DeKalb à majorité afro-américaine ont tendance à tomber en dessous du revenu médian du comté, tandis que les communautés avec une population à majorité blanche ont tendance à avoir des revenus supérieurs à la médiane du comté.
Ces dernières années, certaines communautés du nord du comté sont devenues des municipalités, suivant une tendance dans d'autres zones suburbaines autour d'Atlanta. Ces nouvelles municipalités sont cependant critiquées, étant généralement des projets portés par des communautés aisées et blanches pour payer moins d'impôts en faveur des communautés du sud du comté, plus pauvres. Dunwoody et Brookhaven sont maintenant les plus grandes municipalités du comté.
| 1830   | 1840   | 1850   | 1860  | 1870   | 1880   |
| ------ | ------ | ------ | ----- | ------ | ------ |
| 10 042 | 10 467 | 14 328 | 7 806 | 10 014 | 14 497 |

| 1890   | 1900   | 1910   | 1920   | 1930   | 1940   |
| ------ | ------ | ------ | ------ | ------ | ------ |
| 17 189 | 21 112 | 27 881 | 44 051 | 70 278 | 86 942 |

| 1950    | 1960    | 1970    | 1980    | 1990    | 2000    |
| ------- | ------- | ------- | ------- | ------- | ------- |
| 136 395 | 256 782 | 415 387 | 483 024 | 545 837 | 665 865 |

| 2010    | 2020    | - | - | - | - |
| ------- | ------- | - | - | - | - |
| 691 893 | 764 382 | - | - | - | - |

## Particularités

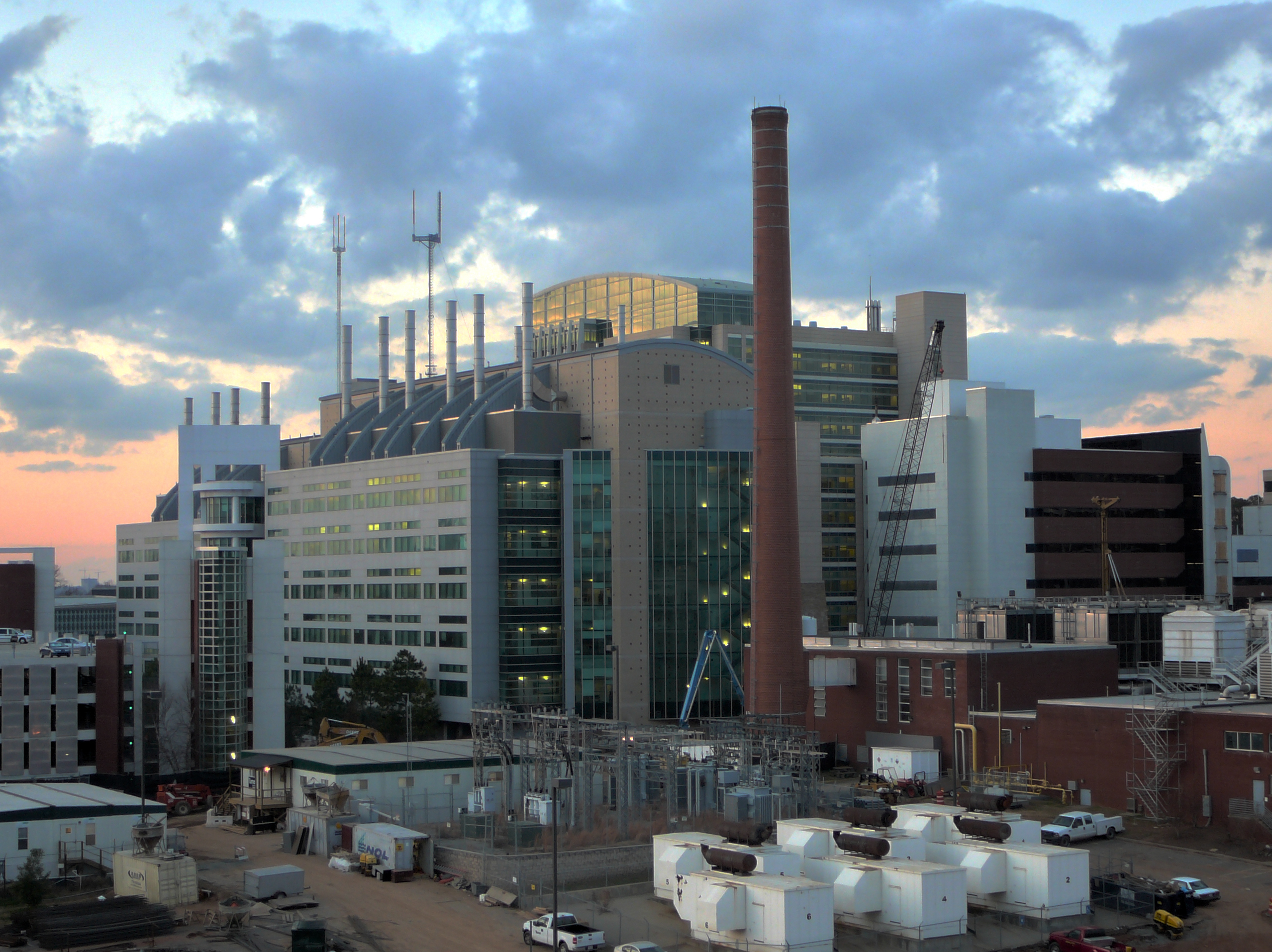
Le quartier-général des Centres pour le contrôle et la prévention des maladies sur la Druid Hills CDP, vu de l'université Emory.

Le quartier-général des Centres pour le contrôle et la prévention des maladies se situe dans ce comté.
En 2009, le comté de DeKalb gagne auprès de la Commission Régionale d'Atlanta une désignation de Green Communities pour ses efforts en matière d'énergie, pour économiser l'eau et le carburant, en investissant dans les énergies renouvelables, la réduction des déchets et la protection et la restauration des ressources naturelles.